# Metallata variabilis
Metallata variabilis là một loài bướm đêm trong họ Erebidae.